# 물티슈

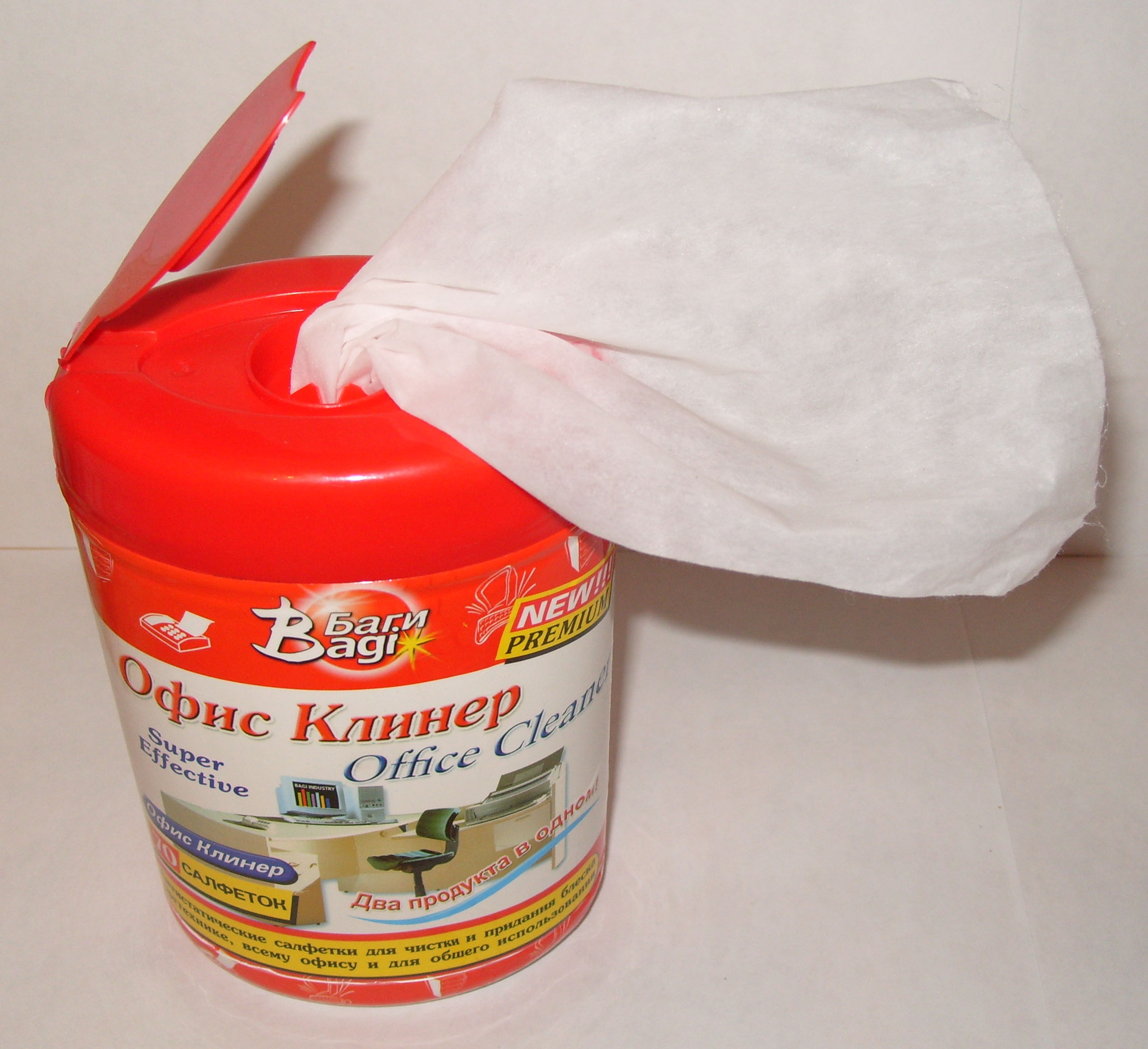

물티슈(영어: wet wipe, wet towel, moist towelette 또는 baby wipe)는 휴지의 일종으로, 제작 과정 상에서 제품에 수분을 함유시켜 물기를 머금은 축축한 휴지를 일컫는다. 휴지와 달리 펄프로 만든 종이는 아니고 합성섬유 재질이라 젖어도 찢어지지 않는다. 레이온, 면, 폴리에스테르, PET 등으로 이루어진 질긴 섬유조직이 물로 적셔져 있으며, 용도에 따라 다른 성분이 포함된다. 요컨대 일회용 젖은 수건이라고 볼 수 있다. 주로 손이나 얼굴 등을 간편히 닦는 데에 쓰인다. 존 킴벌리(John A. Kimberly)가 만든 휴지에서 한 단계 발전한 형태의 화장지(化粧紙)의 일종이라고 할 수 있다.

## 특성
대부분의 기존의 휴지는 한 번 사용되고 폐기된 종이를 재생 펄프로 만들어 재활용한 것이기 때문에 사용할 때마다 먼지 혹은 보풀이 날리기 십상이었다. 하지만 물티슈의 경우 보관 시에 유의만 한다면 항상 촉촉하게 물기를 머금고 있어 기존의 휴지에서의 단점을 보완할 수 있다.

## 이용
휴지와 같이 일상 생활에서 매우 유용하며 자주 쓰이는 까닭에 새로 문을 연 매장이나 주유소 등에서 무료로 제공하기도 한다. 또한, 식당에 가서 자리에 앉을 때마다 항상 손을 깨끗이 닦기 위해 물티슈나 물수건을 내어주기도 한다. 그 외에도 대소변과 같은 오물을 직접적으로 닦거나 소독할 때 2~3단계 내지 최종 단계까지 조치하게 될 때에도 물론 필수적으로 이용되고 있다. 그 외에도 위생을 목적으로 사용하는 경우도 역시 간혹 있다. 그리고 바닥에 기름의 잔재가 남아 있거나 기타 오염 물질들이 남아 있는 경우에도 많이 쓰는 특성을 가지고 있다.

## 유의점
수분을 함유하고 있기에 보관 시에 최대한 공기와의 접촉을 줄여야 한다. 그래서 대체로 시중에 유통되는 물티슈의 경우 개봉 후 다시 봉합하기 쉽도록 스티커나 뚜껑이 달려 있는 제품이 많다. 또한 직사광선이나 고온을 피하는 것이 장기간 이용하는 데 도움이 된다.

## 발전 양상
최근 물티슈 제품의 경우 단순히 수분만 포함하는 것이 아니라 녹차 추출물, 알로에 추출물 비타민 성분 등을 첨가하여 피부를 상쾌하게 유지할 수 있도록 하고 있다. 또한 대부분의 휴지가 표백을 위해 인체에 유해한 형광증백제와 같은 각종 형광 물질을 첨가하는 경우가 많은데, 최근 물티슈의 발전 양상은 무형광, 무알콜로 피부에 자극을 덜 주는 방향으로 개선되고 있다.

## 같이 보기
- 물수건